# Zachary Taylor

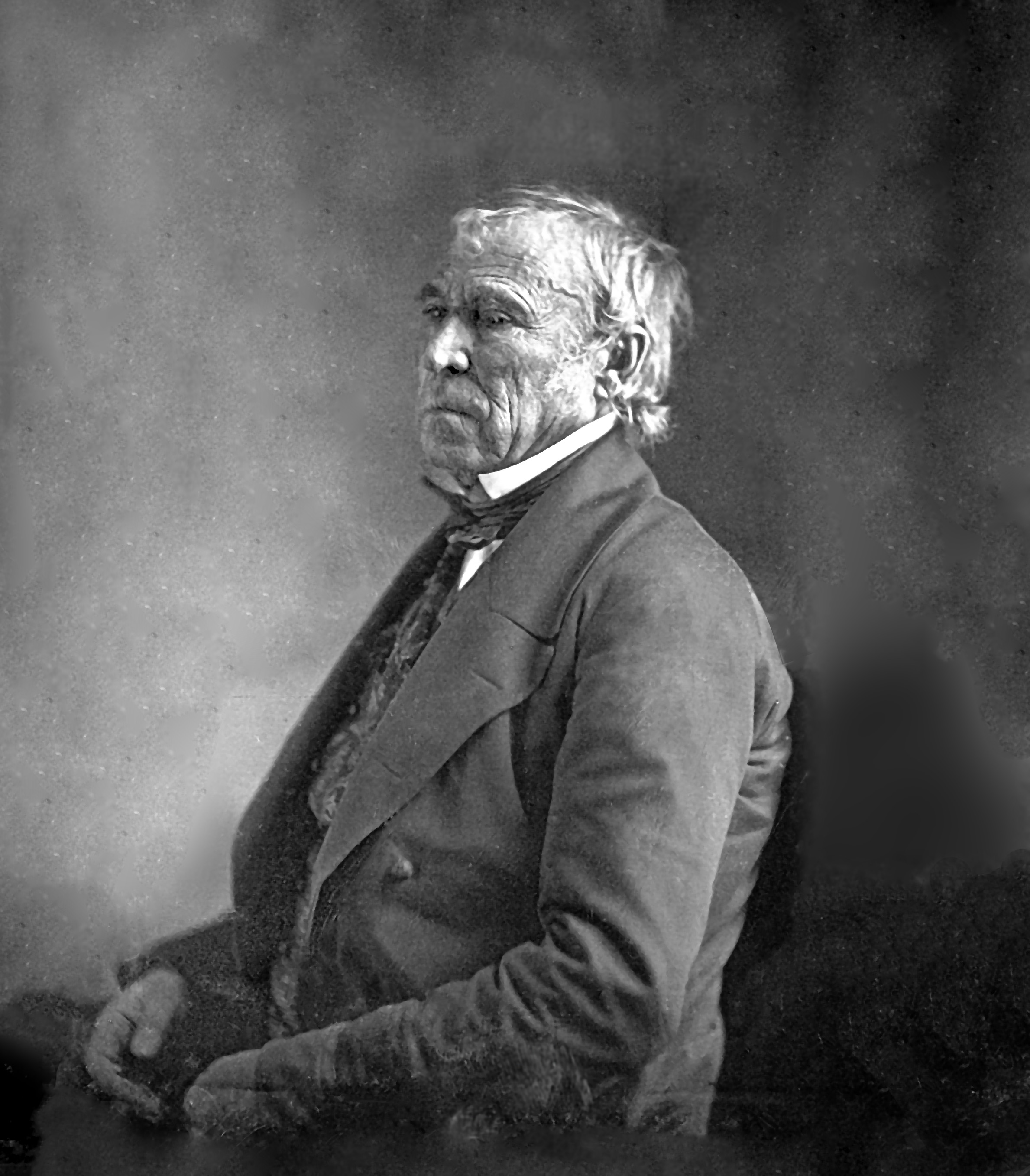
Um daguerreótipo de Zachary Taylor em abril de 1849, tirado na Casa Branca.

Zachary Taylor (24 de novembro de 1784 — 9 de julho de 1850) foi um oficial militar que serviu como o 12º Presidente dos Estados Unidos de 1849 até sua morte em 1850. Taylor foi anteriormente um oficial de carreira do exército americano, que subiu a patente de major-general e se tornou um herói nacional por suas vitórias na Guerra Mexicano-Americana. Como resultado dessa fama, ele conseguiu se eleger para a Casa Branca apesar de, durante a campanha, ter sido bem vago a respeito de suas crenças políticas. Sua principal prioridade como presidente era preservar a União.
Taylor nasceu em uma família proeminente de proprietários de plantações que se mudaram do oeste da Virgínia para Louisville, Kentucky, em sua juventude; ele foi o último presidente nascido antes da adoção da Constituição. Ele foi comissionado como oficial no exército dos Estados Unidos em 1808 e ganhou proeminência pela primeira vez como capitão durante a Guerra de 1812. Ele foi subindo pelas patentes, estabelecendo fortes militares pelo Rio Mississippi e, como coronel, serviu na Guerra de Black Hawk em 1832. A primeira vez que Taylor ganhou proeminência nacional foi durante a Segunda Guerra Seminole, que rendeu a ele o apelido de "Velho Áspero e Pronto".
Em 1845, durante a anexação do Texas, o Presidente James K. Polk despachou Taylor para o Rio Grande em antecipação para uma batalha contra o México a respeito da fronteira mexicano-texana. Quando a Guerra Mexicano-Americana começou em abril de 1846, Taylor já estava na vanguarda. Ele liderou suas tropas em vitória nas batalhas de Palo Alto e Resaca de la Palma, derrotando o general Mariano Arista, expulsando os mexicanos da maior parte do Texas. O general Taylor então liderou um exército na invasão do México, onde derrotou as forças do general Pedro de Ampudia na Batalha de Monterrei. Desafiando ordens, Taylor continuou levando suas tropas ao sul e, apesar de uma esmagadora desvantagem numérica, ele triunfou sobre o exército de Antonio López de Santa Anna na Batalha de Buena Vista. Em seguida, o comando das tropas de Taylor foi transferido para o major-general Winfield Scott, mas Taylor manteve sua popularidade em alta.
O Partido Whig conseguiu convencer um relutante Taylor a se candidatar pelo partido na eleição presidencial de 1848. O general nunca foi muito claro em suas visões políticas e até parecia desinteressado nas questões políticas, mas era um ávido nacionalista e sua popularidade como herói de guerra o tornou um candidato de destaque. Na Convenção Nacional dos Whigs, Taylor derrotou Winfield Scott e o ex-senador Henry Clay para ganhar a nomeação. Taylor acabou vencendo as eleições gerais para presidente, com Millard Fillmore como seu vice, derrotando os candidatos democratas Lewis Cass e William Orlando Butler, além de um candidato de um terceiro partido, o ex-presidente Martin Van Buren do Partido Solo Livre. Taylor tornou-se o primeiro presidente a ser eleito sem ter exercido cargo político anterior.
Como presidente, Taylor se manteve distante do Congresso e até do seu gabinete, embora tensões partidárias ameaçassem dividir a União. A questão da escravidão, após a Cessão Mexicana, dominou a agenda política nacional americana da época, com os Sulistas ameaçando se separar do país. Apesar dele mesmo ser do sul e ser dono de escravos, Taylor não insistiu na expansão da escravidão e preferiu focar em manter o país unido, em detrimento de outras questões. Para evitar a questão da escravidão, ele exortou os habitantes do Novo México e da Califórnia para contornar o estágio territorial e esboçar constituições para se tornarem estados, abrindo caminho para o Compromisso de 1850. Taylor acabou falecendo de doença de estômago (possivelmente gastroenterite) em 9 de julho de 1850, com seu governo não tendo muitos feitos notáveis além da ratificação do Tratado Clayton-Bulwer. O seu vice Fillmore assumiu a presidência e completou o mandato. Historiadores e acadêmicos avaliam mal a presidência de Zachary Taylor, devido em parte ao seu curto mandato (dezesseis meses), embora ele seja comumente descrito como "um presidente mais esquecível do que fracassado".
Ele morreu dezesseis meses em seu mandato, não tendo feito nenhum progresso na questão mais polêmica no Congresso, a escravidão.